# Cirrochroa emalea
Cirrochroa emalea är en fjärilsart som beskrevs av Guérin. Cirrochroa emalea ingår i släktet Cirrochroa och familjen praktfjärilar. Inga underarter finns listade i Catalogue of Life.

## Bildgalleri

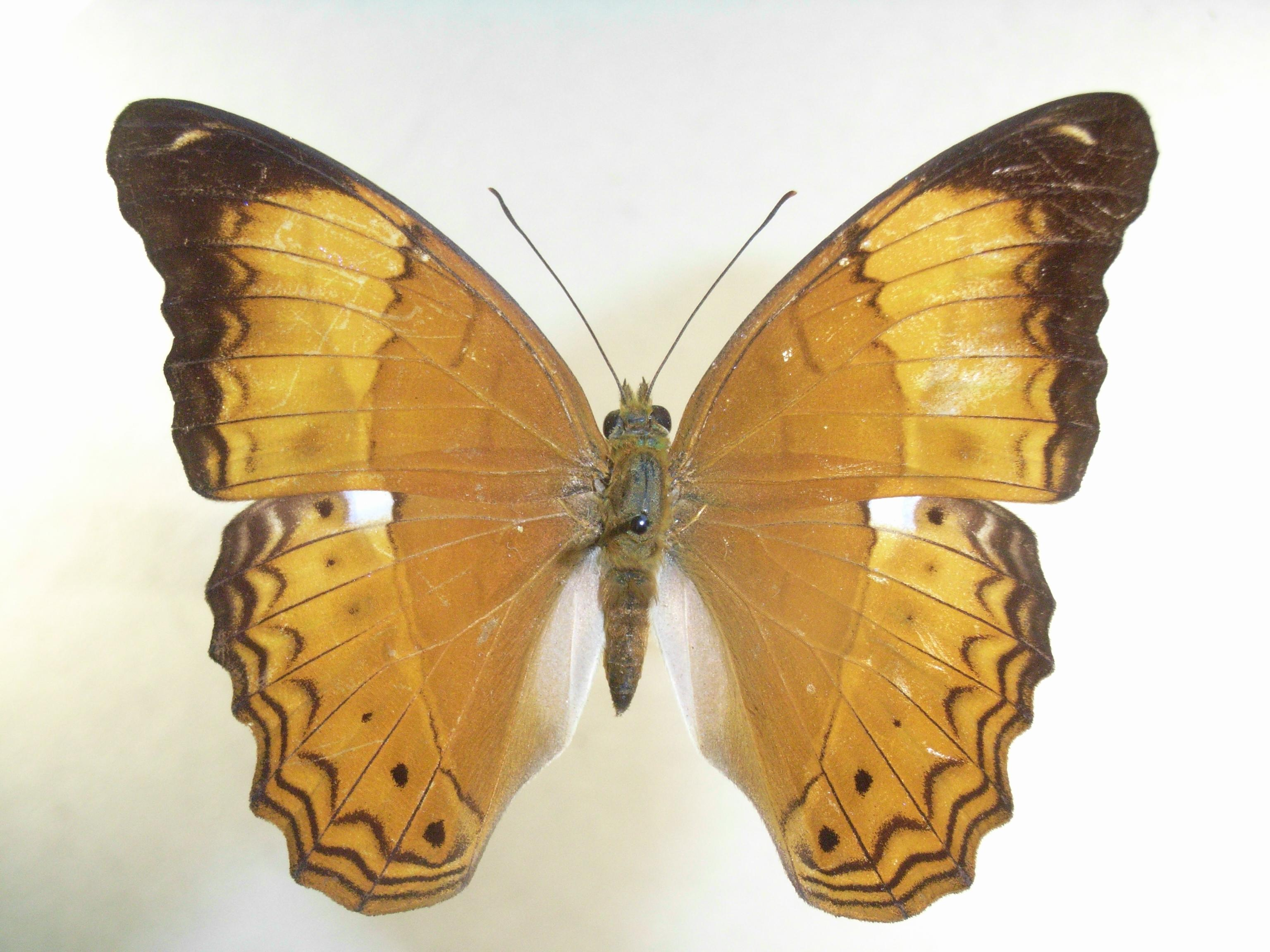